# Галлямов, Риф Амирович
Риф Амирович Галлямов — советский хозяйственный, государственный и политический деятель.

## Биография
Родился в 1944 году в селе Новокурмашево. Член КПСС с года.
С 1961 года — на хозяйственной, общественной и политической работе. В 1961—2006 гг. — плотник в тресте «Уфимтрансстрой», плотник, слесарь, вальцовщик на Уфимском заводе РТИ, машинист экскаватора, бригадир в тресте «Востокнефтепроводстрой», машинист экскаватора, слесарь в ЗАО «Лизингстроймаш».
За большой личный вклад в увеличение добычи нефти и газа был в составе коллектива удостоен Государственной премии СССР за выдающиеся достижения в труде 1987 года. 
Живёт в Башкортостане.